# Harknessia eucrypta
Harknessia eucrypta är en svampart som först beskrevs av Cooke & Massee, och fick sitt nu gällande namn av Nag Raj & DiCosmo 1981. Harknessia eucrypta ingår i släktet Harknessia, ordningen Diaporthales, klassen Sordariomycetes, divisionen sporsäcksvampar och riket svampar.   Inga underarter finns listade i Catalogue of Life.